# 67 Puppis
67 Puppis (A Puppis) é uma estrela na direção da Puppis. Possui uma ascensão reta de 07h 08m 51.08s e uma declinação de −39° 39′ 20.4″. Sua magnitude aparente é igual a 4.83. Considerando sua distância de 751 anos-luz em relação à Terra, sua magnitude absoluta é igual a −1.98. Pertence à classe espectral B3IV/V.